# غلين آرنه هانسن
غلين آرنه هانسن هو لاعب كرة قدم نرويجي، ولد في 20 سبتمبر 1972. لعب مع نادي سترومسغودست.

## وصلات خارجية
- غلين آرنه هانسن على موقع قاعدة بيانات كرة القدم.إي يو (الإنجليزية)
- غلين آرنه هانسن على موقع IMDb (الإنجليزية)